# 김대협
김대협(1992년 10월 27일 ~ ) 은 대한민국의 축구선수로 현재 K3리그 양평 FC의 소속이다.